# Marble Hall
Marble Hall est une ville de la province de Limpopo en Afrique du Sud. Elle était auparavant dans la province de Mpumalanga.